# Urdiain
Urdiain település Spanyolországban, Navarra autonóm közösségben. Urdiain Alsasua és Iturmendi községekkel határos. Lakosainak száma 642 fő (2024).

## Népesség
A település népessége az elmúlt években az alábbi módon változott:
| Lakosok száma | 627  | 620  | 605  | 704  | 700  | 677  | 671  | 653  | 636  | 642  |
|               | 2001 | 2004 | 2007 | 2009 | 2012 | 2014 | 2017 | 2019 | 2022 | 2024 |